# Parzęczew
Parzęczew (deutsch Parzeczew, 1943–1945 Parnstätt) ist eine Stadt und Sitz der gleichnamigen Gemeinde im Powiat Zgierski der Woiwodschaft Łódź in Polen. Zum 1. Januar 2024 wurde Parzęczew wieder zur Stadt erhoben.

## Gemeinde
Zur Stadt-und-Land-Gemeinde Parzęczew gehören die Stadt und 23 Dörfer mit einem Schulzenamt.